# Hotel California (album des Eagles)
Pour les articles homonymes, voir Hotel California.
Albums de Eagles
Their Greatest Hits (1971–1975)
(1976) The Long Run
(1979)
Hotel California est le cinquième album studio du groupe de rock américain Eagles, sorti en 1976.
À la 20e cérémonie des Grammy Awards en 1978, le single Hotel California remporte le Grammy Award de l'enregistrement de l'année, tandis que New Kid in Town remporte la catégorie du meilleur arrangement vocal pour deux voix ou plus. L'album se vend à 32 millions d'exemplaires dans le monde entre 1976 et 2011.
La pochette, créée par David Alexander et John Kosh, représente, au crépuscule, le Beverly Hills Hotel à Los Angeles (connu sous le nom The Pink Palace), souvent fréquenté par les vedettes d'Hollywood.
Le magazine rock américain Rolling Stone classe Hotel California 118e dans sa liste des 500 plus grands albums de tous les temps. La pièce-titre, Hotel California, en est le titre le plus célèbre.
Cet album marque un premier changement pour le groupe, Bernie Leadon le guitariste et un des membres fondateurs a quitté après le précédent album, pour être remplacé par Joe Walsh. Ce changement apportera au groupe un côté plus rock et moins country, sur des chansons comme Life in the Fast Lane et la pièce-titre.

## Contenu de l'album

### Face-A
| A1.   | Hotel California      | Felder/Henley/Frey       | Don Henley | 6:30 |
| A2.   | New Kid in Town       | Henley/Frey/J.D. Souther | Glenn Frey | 5:04 |
| A3.   | Life in the Fast Lane | Henley/Frey/Joe Walsh    | Don Henley | 4:46 |
| A4.   | Wasted Time           | Henley/Frey              | Don Henley | 4:55 |
| 22:15 |                       |                          |            |      |

### Face-B
| B1.   | Wasted Time (Reprise)     | Henley/Frey/Jim Ed Normann | Instrumental  | 1:22 |
| B2.   | Victim of Love            | Henley/Frey/Felder/Souther | Don Henley    | 4:11 |
| B3.   | Pretty Maids All in a Row | Walsh/Vitale               | Joe Walsh     | 3:58 |
| B4.   | Try and Love Again        | Randy Meisner              | Randy Meisner | 5:10 |
| B5.   | The Last Resort           | Henley/Frey                | Don Henley    | 7:27 |
| 22:08 |                           |                            |               |      |

### Personnel
- Glenn Frey : guitares acoustique et électrique, claviers, chant sur (2)', chœurs
- Joe Walsh : guitares, claviers, chant sur (7), chœurs
- Don Felder : guitares, pedal steel sur (9), chœurs
- Randy Meisner : basse, guitarrón sur (2), chant sur (8), chœurs
- Don Henley : batterie, percussions, synthétiseur sur (9), chant sur (1, 3, 4, 6, 9), chœurs